# Питтс, Роберт
Роберт С. «Р. С.» Питтс (англ. Robert C. "R. C." Pitts, 23 июня 1919, Понтоток, штат Миссисипи, США — 29 октября 2011, Батон-Руж, штат Луизиана, США) — американский баскетболист-любитель, чемпион Летних Олимпийских игр 1948 года в Лондоне.

## Биография
Играл в американский футбол и баскетбол за команду Университета Арканзаса, который окончил в 1942 году. С того же года стал играть в баскетбол в Юго-Западной конференции (All-Southwest Conference), в 1948 году вошёл в состав символической сборной лучших игроков-любителей (AAU All-America team). На Олимпийских играх в Лондоне в 1948 году в составе сборной США выиграл золотые медали после разгромной победы над французами со счётом 65:21.
Во время Второй мировой войны служил в армейской авиации, совершив 22 успешных боевых вылета. Затем более 20 лет работал в компании «Phillips Oil», несколько лет играл в любительском баскетбольном чемпионате за команду «Phillips 66 Oilers». В 1967 году он переехал в Батон-Руж (штат Луизиана), чтобы начать собственный бизнес в сфере специализированных операций по нефтеперевозкам, некоторое время владел и управлял компанией «R & P Trucking».